# Morti nel 1945/Settembre
| Questa pagina contiene informazioni ricavate automaticamente dalle voci biografiche con l'ausilio del template Bio e di un bot. L'aggiornamento è periodico e automatico e ricostruisce completamente la pagina. Se manca una persona in questa lista, sei pregato di non aggiungerla, ma accertati piuttosto che la sua voce biografica contenga il template Bio e che i dati anagrafici siano correttamente compilati. Se il template Bio manca, inseriscilo tu stesso o, in alternativa, metti l'avviso {{tmp\|Bio}} che ne segnala la mancanza. Se i dati riportati sono sbagliati, correggi direttamente la voce biografica; le modifiche saranno visibili in questa lista entro pochi giorni. Per chiarimenti vedi il progetto biografie. La lista contiene solo le 65 persone che sono citate nell'enciclopedia e per le quali è stato implementato correttamente il template Bio. Pagina aggiornata al 10 feb 2025. |

- 1º settembre - Manlio Candrilli, militare italiano (n. 1893)
- 1º settembre - Frank Craven, attore, sceneggiatore e regista statunitense (n. 1875)
- 1º settembre - Adolfo Giuriato, poeta italiano (n. 1881)
- 2 settembre - Mason Phelps, golfista statunitense (n. 1885)
- 2 settembre - Roekiah, attrice e cantante indonesiana (n. 1917)
- 3 settembre - Artur Guttmann, compositore e direttore d'orchestra austriaco (n. 1891)
- 5 settembre - Benedict Lust, medico tedesco (n. 1872)
- 5 settembre - Luigi Mascagni, politico e antifascista italiano (n. 1885)
- 6 settembre - Gregorio Diamare, vescovo cattolico e abate italiano (n. 1865)
- 7 settembre - Walter Braithwaite, generale britannico (n. 1865)
- 7 settembre - Charles Spearman, psicologo e statistico britannico (n. 1863)
- 8 settembre - John Victor Mackay, scenografo statunitense (n. 1891)
- 9 settembre - Aage Bertelsen, pittore danese (n. 1873)
- 9 settembre - Max Ehrmann, scrittore e avvocato statunitense (n. 1872)
- 9 settembre - Zinaida Nikolaevna Gippius, poetessa, scrittrice e saggista russa (n. 1869)
- 9 settembre - Paul Probst, tiratore a segno svizzero (n. 1869)
- 11 settembre - Nicola Bellomo, generale italiano (n. 1881)
- 11 settembre - Roberto Matricardi, militare italiano (n. 1888)
- 11 settembre - Aarne Salovaara, ginnasta e giavellottista finlandese (n. 1887)
- 12 settembre - Alfred Codrington, generale inglese (n. 1854)
- 12 settembre - Bob Hawkes, calciatore inglese (n. 1880)
- 12 settembre - Hajime Sugiyama, generale giapponese (n. 1880)
- 12 settembre - William Wallace, militare statunitense (n. 1866)
- 13 settembre - Annibale Comessatti, matematico italiano (n. 1886)
- 14 settembre - Calogero Cicero, carabiniere italiano (n. 1905)
- 14 settembre - Fedele De Francisca, carabiniere italiano (n. 1911)
- 15 settembre - Harry Daghlian, fisico statunitense (n. 1921)
- 15 settembre - André Tardieu, politico francese (n. 1876)
- 15 settembre - Anton Webern, compositore austriaco (n. 1883)
- 16 settembre - David Young Cameron, pittore e incisore scozzese (n. 1865)
- 16 settembre - John McCormack, tenore irlandese (n. 1884)
- 16 settembre - Gian Carlo Messa, magistrato, giurista e politico italiano (n. 1867)
- 16 settembre - Hugo Sinzheimer, giurista tedesco (n. 1875)
- 17 settembre - Salvatore Contarini, diplomatico e politico italiano (n. 1867)
- 17 settembre - Yu Dafu, scrittore e poeta cinese (n. 1896)
- 18 settembre - Blind Willie Johnson, cantante e chitarrista statunitense (n. 1897)
- 18 settembre - Yasujirō Shimazu, regista giapponese (n. 1897)
- 18 settembre - Volin, anarchico, scrittore e poeta russo (n. 1882)
- 19 settembre - András Kun, presbitero ungherese (n. 1911)
- 20 settembre - Joseph Bidez, filologo classico belga (n. 1867)
- 20 settembre - Bryan Godfrey-Faussett, ufficiale inglese (n. 1863)
- 20 settembre - Chōtoku Kyan, maestro di karate giapponese (n. 1870)
- 20 settembre - Augusto Tasso Fragoso, generale e politico brasiliano (n. 1869)
- 20 settembre - Jack Thayer, statunitense (n. 1894)
- 20 settembre - Eduard Wirths, medico tedesco (n. 1909)
- 21 settembre - Karl Steubl, militare austriaco (n. 1910)
- 23 settembre - Carlo Ottolenghi, dirigente d'azienda italiano (n. 1879)
- 23 settembre - Honorio Pueyrredón, politico, diplomatico e giurista argentino (n. 1876)
- 23 settembre - Celestino Rosatelli, ingegnere aeronautico italiano (n. 1885)
- 23 settembre - Enrico Vezzalini, prefetto italiano (n. 1904)
- 24 settembre - La Argentinita, ballerina e coreografa spagnola (n. 1898)
- 24 settembre - Fabio Fabbi, pittore italiano (n. 1861)
- 24 settembre - Hans Wilhelm Geiger, fisico tedesco (n. 1882)
- 24 settembre - Josip Scholz, calciatore jugoslavo (n. 1898)
- 24 settembre - William Frederic Wake-Walker, ammiraglio britannico (n. 1888)
- 25 settembre - Lidio Ajmone, pittore italiano (n. 1884)
- 26 settembre - Béla Bartók, compositore, pianista e etnomusicologo ungherese (n. 1881)
- 26 settembre - Richard Beer-Hofmann, scrittore austriaco (n. 1866)
- 26 settembre - Aleksandr Alekseevič Chanžonkov, produttore cinematografico russo (n. 1877)
- 26 settembre - Leonhard Kaupisch, generale tedesco (n. 1878)
- 27 settembre - Louis Cazal, calciatore francese (n. 1906)
- 27 settembre - Charles Whitney Gilmore, paleontologo statunitense (n. 1874)
- 28 settembre - Heinrich Seetzen, giurista e militare tedesco (n. 1906)
- 29 settembre - Bertil Uggla, astista, pentatleta e schermidore svedese (n. 1890)
- 30 settembre - Sture Ericsson, ginnasta svedese (n. 1898)